# Харакири (группа)
«Харакири» — российская рок-группа из Санкт-Петербурга, образованная в июле 2007 года. За время существования коллектив выпустил пять полноценных альбомов, ряд синглов и концертных записей. Стиль музыки сами музыканты в шутку называют «готический регги». Это определение возникло в свете отсутствия четкой стилистической доминанты: в песнях коллектива можно встретить элементы поп-рока, метала, панка и альтернативы.

## История группы

### 2007—2010
Группа «Харакири» была образована 4 июля 2007 года поэтом Святославом Коровиным и гитаристом Александром Каменским. Первый концерт состоялся уже в сентябре 2007 года на одной сцене с группами Ber-Linn, «Бешеные огурцы» и проектом участников группы «Враги» Iron Bee.
Менее, чем за год группа записала первый альбом «Нож уже заточен» и выступила на сцене СКК в одной связке с коллективами Пилот, Король и Шут и Пикник.
Осенью 2008 года «Харакири» стали победителями ежегодного фестиваля молодых исполнителей «Зёрна».
В 2009 году коллектив представил сразу два альбома «Своеобразная мания» (в записи принимал участие музыкант легендарной арт-роковой группы «Джунгли» Марк Бомштейн) и «Утро всех» (издан Андреем Тропилло на лейбле АнТроп). Несколько песен с альбома «Утро всех» звучали по радио на FM-диапазоне.
1 апреля 2009 года состоялся первый «Харакири-фест» — фестиваль, созданный группой, участниками которого могут стать дружественные коллективы и исполнители, показавшиеся интересными кому-то из музыкантов.
Летом 2010 года группа второй раз вошла в список участников крупнейшего петербургского рок-фестиваля Окна Открой и взяла гран-при на фестивале «Балтийский Берег».
В том же году выходит в свет книга писательницы Юли Лемеш «Убить Эмо. Лето без Стаси». В одной из глав книги описывается концерт «Харакири», а главная героиня слушает песню «Война» с альбома «Своеобразная мания».
Слушаю "Харакири". "Война". Рвется мир на куски... Бесится ноль...
В тему. Очень в тему.Лемеш Юля
Осенью 2010 года вокалист коллектива Святослав Коровин становится лауреатом первой всероссийской поэтической премии «Послушайте» имени Велимира Хлебникова.

### 2011—2013
В 2011 году группу покинул Александр Каменский (ушел в группу «Декабрь»), что в конечном итоге привело к фактическому распаду группы (последний концерт 11.11.11).
Песня «Зима» с альбома «Утро всех» в марте 2011 года выходит на сборнике «Охота 31».
Группа «Харакири» прорвалась на этот сборник в качестве лауреата последнего рок фестиваля «Посредники Революции». Группа себя уже заявила, как событие на питерской сцене участием на нескольких крайних «Окнах Открой». У ребят на выходе новый супер альбом, в который они вложились всеми своими творческими и финансовыми силами и я желаю им большого внимания со стороны аудитории и СМИ.Олег Грабко (компания "Бомба-Питер")
17 декабря 2011 года под названием «Незаконнорожденный» в интернет был выложен недоделанный альбом «Страна должников».
В апреле 2013 при содействии гитариста дружественной команды Prodam Bentley Владимира Порохняка группа дала серию концертов, после которых коллектив вновь ушел в творческое подполье.

### 2014—2016
В 2014 Александр Каменский уговорил Святослава Коровина вновь заняться «Харакири» и познакомил его с гитаристом Владиславом Марехиным и бас-гитаристом Алексеем Балашовым. В группу барабанщиком был взят ученик Александра «Поручика» Щиголева Сергей Орлов. Этим составом группа записала сингл «На Коленях».

Осенью 2014 на место Марехина пришел Сергей Семенков, ранее игравший в группе в период 2009—2011.
1 мая 2015 года группа представила мини-альбом «99 и 1/2».

Летом 2015 года со своим вариантом песни Глеба Самойлова «Водка» группа вышла в финал конкурса кавер-версий песен группы The Matrixx.
Что касается критериев выбора, то Глебу не понравились варианты, где исполняли песни практически один в один как у нас. Хотелось творческого переосмысления песен. Я обратил сам внимание на трех исполнителей - Давида и группы Харакири и Теория Невероятности.Дмитрий Snake Хакимов (барабаны The Matrixx)
По следам летнего концерта в клубе «Байконур» (Санкт-Петербург) «Харакири» выпускает концертный альбом «1/2 LIVE», на котором были опубликованы, в том числе, и новые, пока ещё не имевшие студийного воплощения, песни «Скважины», «Кто ты», «Хорошие новости» и «Про кота».
В сентябре коллектив с успехом отыграл на фестивале «Рок-Сфера» в городе Петергоф, где группа продемонстрировала отличную форму и песни с новой программы.
В 2016 к группе присоединяется клавишник Жора Хвойный, коллектив занимается активной переаранжировкой нового материала с учетом нового для «Харакири» музыкального инструмента.
В октябре сразу две песни коллектива были презентованы на FM-станциях: «Глаза» на «Радио Маяк Псков» и «Космос» на радио «Иваново».
В конце осени группа приступила к записи очередного полноформатного альбома.

### 2017-2021
В мае 2017 года был выложен в свободный доступ интернет-сингл «Водка», содержащий кавер-версию песни Глеба Самойлова.
Летом 2017 года новая песня коллектива «Открытый космос» стартует на лучшей online радиостанции по версии Вcероссийской премии в области радиовещания RadioStation Awards «Свое радио» и ряде других станций, включая «Наше радио», также песня попадает в FM-эфиры Казахстана. Концертная премьера нового радиосингла состоялась на международном фестивале «Добрый рок» в городе Псков.. Второй радиосингл с нового альбома песня «Маленький принц» стартует в эфирах России и Казахстана в сентябре. Как и предыдущая — она возглавляет хит-парад «Свое радио». Третий радиосингл «Про кота» вышел 1 декабря. Уже в первую неделю после выхода он зазвучал на FM-радиостанциях России, Казахстана и Германии
. Под самый занавес 2017-го песня «Открытый космос» заняла второе место в итоговом хит-параде песен года на «Своё радио».
20.02.2018 компания Бомба-Питер выпускает сингл «Скважины».
16 апреля 2018 года выходит пятый номерной альбом «Миллиарды светил»
Профессиональная работа саунд-продюсера, грамотно и в меру микширующего все инструменты в общем балансе и с качественной обработкой. Хорошо записаны «мясные» гитары, вокал с использованием компрессии без заметных искажений и захлестов в плотные слои фонограммы, убедителен, как никогда ранее. Прекрасный альбом, слушается на одном дыхании и оставляет приятное послевкусие меры и стиля.Олег Грабко (компания "Бомба-Питер")
К концу мая 2018 песни группы звучат в FM-диапазоне в пяти странах: Россия, Норвегия, Казахстан, Испания, Германия.
Осенью 2020 начата работа над новым материалом.
11 февраля 2021 года выходит новая песня «Слишком долгая зима».
2 июля 2021 года — сингл «Весна — суперзвезда» из двух песен.

## Участники группы

### Основной состав
- Святослав Коровин (вокал)
- Алексей Балашов (бас-гитара)
- Жора Хвойный (клавишные)
- Алексей Петров (барабаны)

### Бывшие участники
- Александр Каменский (гитара)
- Сергей Левицкий (гитара)
- Владимир Порохняк (гитара)
- Владислав Марехин (гитара)
- Сергей Семенков (гитара)
- Вячеслав Чульжанов (гитара)
- Дмитрий Яковлев (гитара)
- Владимир Бекяшев (гитара)
- Андрей Сорокин (бас-гитара)
- Артем Калошин (бас-гитара)
- Олег Ярославцев (бас-гитара)
- Дмитрий Левицкий (бас-гитара)
- Сергей Тулин (бас-гитара)
- Игорь Арсеньев (бас-гитара)
- Леонид Еселевич (барабаны)
- Савва Шулепов (барабаны)
- Алексей Петров (барабаны)
- Егор Кузьмин (барабаны)
- Леонид Дынзин (барабаны)
- Сергей Орлов (барабаны)
- Данил Корныльев (барабаны)
- Илья Хайрулин (барабаны)
- Алина Фаворская (барабаны)

### Сессионные музыканты
- Сергей Матвеев (перкуссия, альбом «Нож уже заточен» 2007)
- Марк Бомштейн (клавиши, альбом «Своеобразная мания» 2009)
- Иван Сковородкин (барабаны, живые концерты май-июль 2016, июль 2017)
- Александр Ермаков (гитара, живые концерты октябрь 2016)
- Андрей Балашов (бас-гитара, живые концерты февраль 2017)
- Дмитрий Муканов (барабаны, живое выступление январь 2020)

## Дискография

### Номерные альбомы
- Нож уже заточен (альбом 2007)
- Своеобразная мания (альбом 2009)
- Утро всех (альбом 2009)
- Незаконнорожденный (альбом 2011)
- Миллиарды светил (альбом 2018)

### Мини-альбомы
- 99 и 1/2 (мини-альбом 2015)

### Синглы
- Они написали убийство (сингл 2009)
- XXXI (сингл 2011)
- На коленях (сингл 2014)
- Водка (сингл 2017)
- Скважины (сингл 2018)
- Слишком долгая зима (сингл 2021)
- Весна — суперзвезда (сингл 2021)

### Концертные альбомы
- Zерна (концертный альбом 2008)
- 1/2 LIVE (концертный альбом 2015)

### Сборники
- Сделай сам (сборник лучших песен 2013)

### Участие в сборниках
- Охота-31 — песня «Зима» (2011)
- Нарисуй свою осень! — песня «Суперзвезда» (2021)
- Нас тупила зима — песня «Зима» (2021)

### Иное
- Ремиксы на песни включены в альбом «ДВА» группы «1909» (2021)